# Lamel
En lamel eller jalousi er en vinduepersienne eller skodde med vandrette lameller, der er vinklet for at lukke lys og luft ind, men for at holde regn og direkte solskin ude. Vinklen på lamellerne kan være justerbar, normalt i persienner og vinduer, eller fast.